# Erinnyis lassauxii
Erinnyis lassauxii (Boisduval, 1859) è un lepidottero appartenente alla famiglia Sphingidae, diffuso in America Settentrionale, Centrale e Meridionale.

## Descrizione

### Adulto
La cresta toracica risulta almeno altrettanto alta che in E. alope. I tergiti addominali appaiono neri, fatta eccezione per una serie di strette e ben definite bande grigie apicali, che si interrompono dorsalmente.

La pagina superiore dell'ala anteriore ricorda quella di E. crameri, avendo una colorazione scura, e rivelando una grossa macchia triangolare più chiara, a livello dell'apice.

L'ala posteriore mostra superiormente un colore arancio molto più intenso che nelle altre specie di Erinnyis, tanto che talvolta raggiunge tonalità quasi brunastre, con un margine esterno scuro di ampiezza variabile. Vengono comunemente riconosciute tre forme: 1) lassauxii, nella quale il colore arancione è pressoché sostituito dal marroncino; 2) merrianae, in cui il bordo interno della banda marginale marrone è nettamente definito; 3) omphaleae, ove il marrone della banda marginale risale verso l'interno lungo le nervature.

Le antenne sono biancastre, filiformi, lievemente uncinate alle estremità, ed hanno una lunghezza pari a circa la metà della costa. Il capo appare brunastro.

Nel genitale maschile, i lobi dell'uncus appaiono più corti e larghi rispetto a quelli delle specie congeneri, lievemente acuminati, con processi non più lunghi dell'uncus stesso, curvati in avanti e lievemente all'esterno.

L'apertura alare va da 92 a 105 mm.

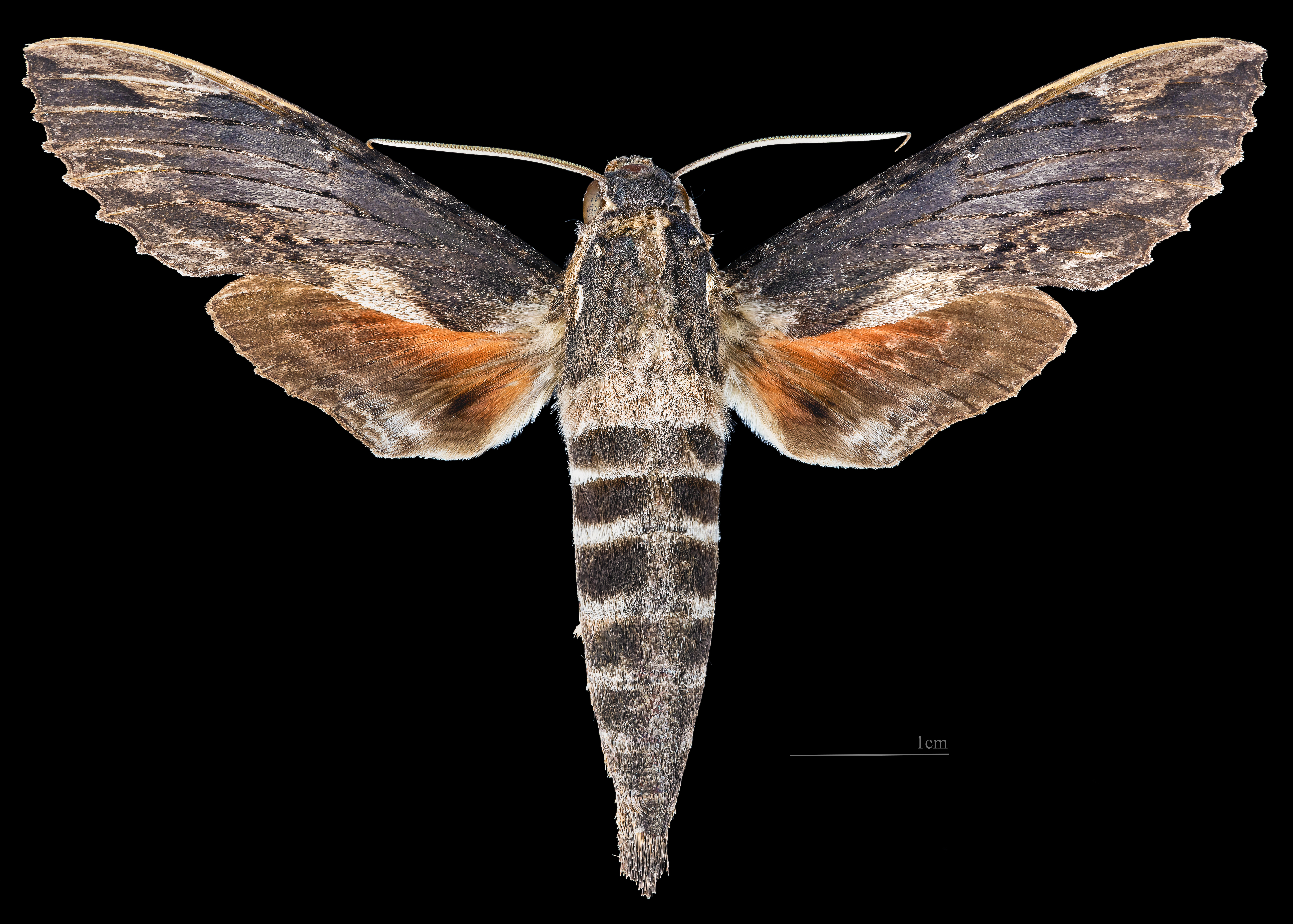
Erinnyis lassauxii ♂
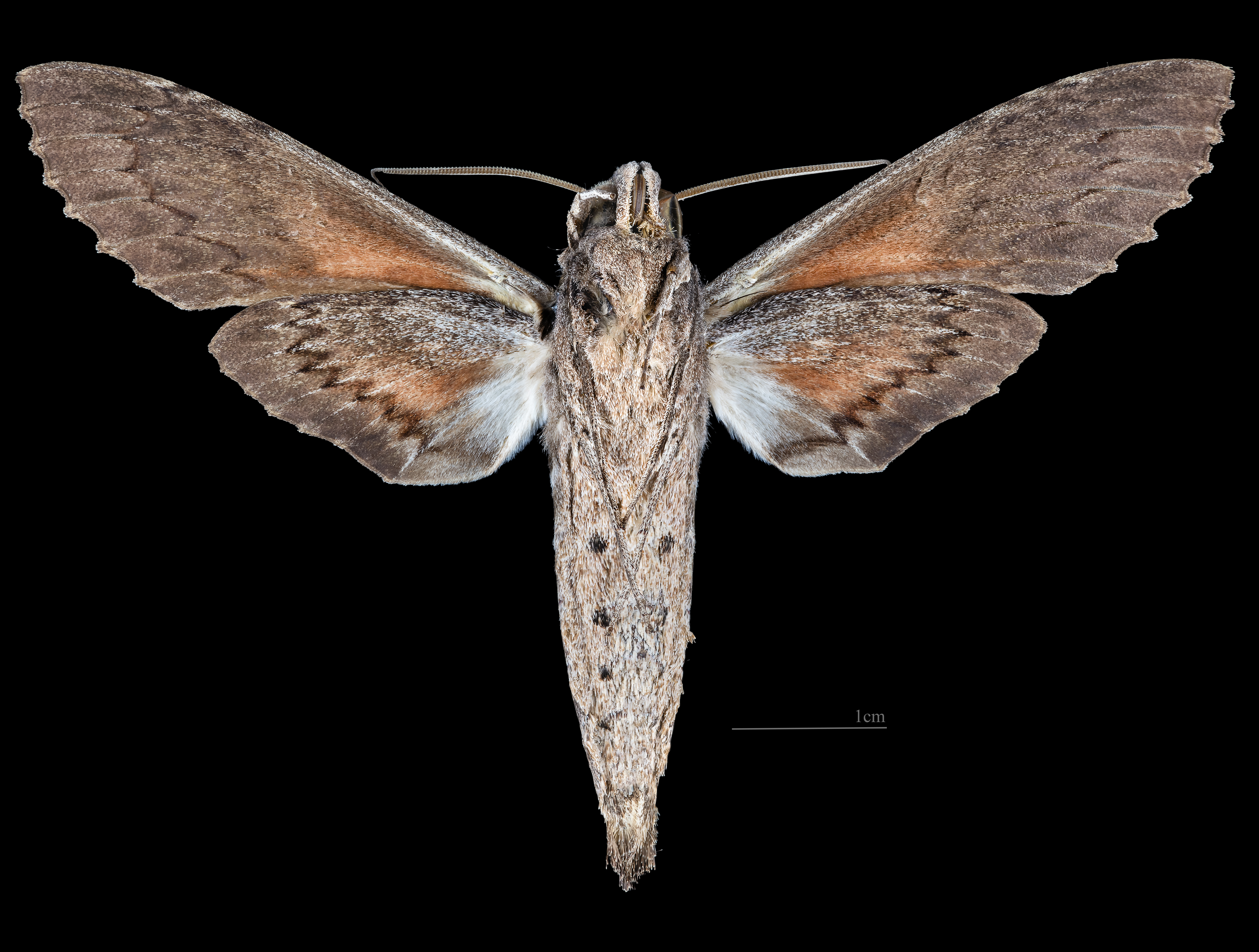
Erinnyis lassauxii ♂   △
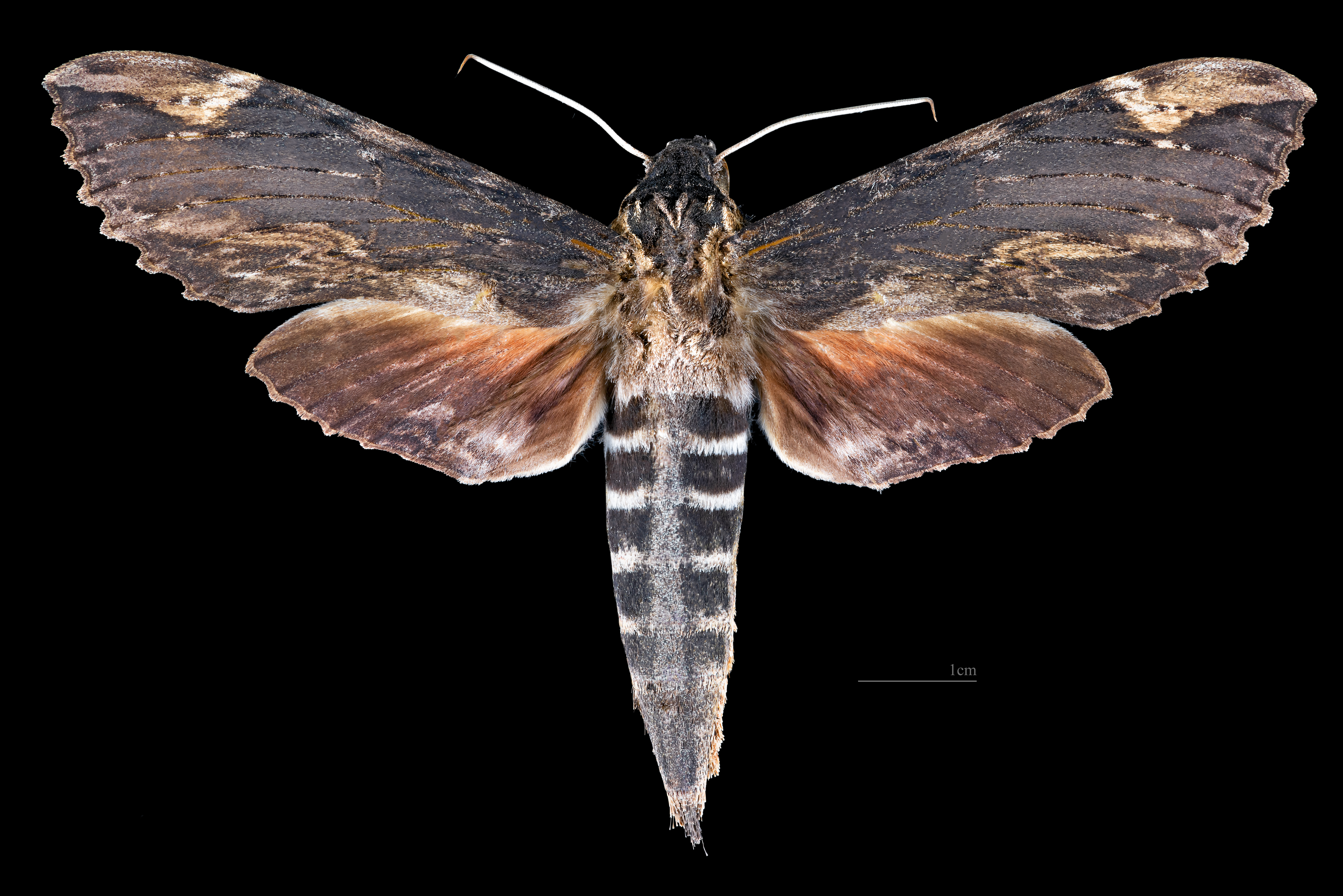
♀
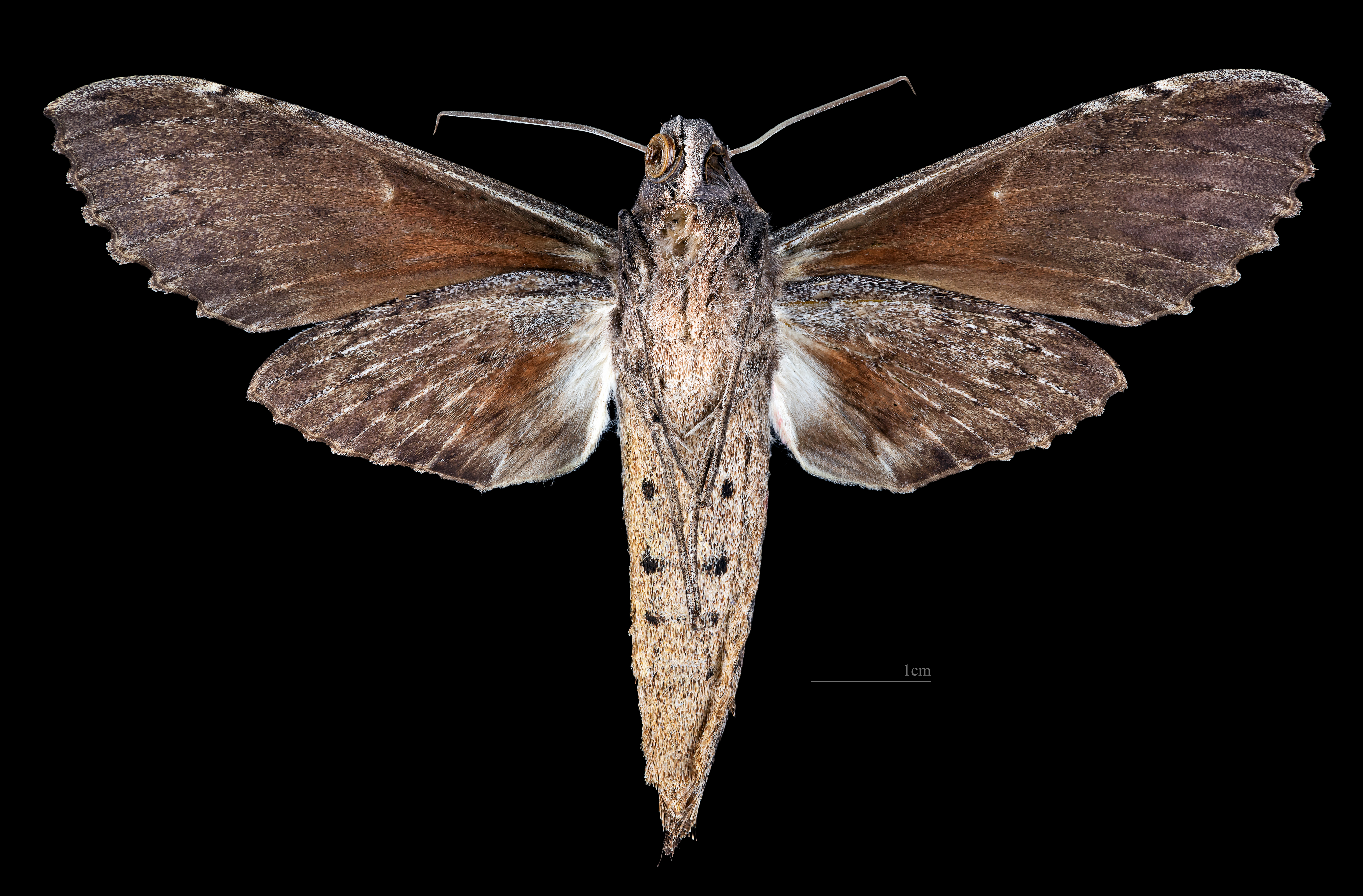
♀ △

### Larva
Il bruco è verdastro e cilindrico, con due vistose escrescenze trasversali bianche poste subito a ridosso del capo. A livello dorsale si nota una fascia argentata lungitudinale. Il cornetto caudale è grigio-bluastro, sviluppato soprattutto nei primi stadi di sviluppo. Le pseudozampe hanno una colorazione biancastra.

### Pupa
La crisalide è anoica, lucida e nerastra, con disegni arancioni, ed un cremaster poco sviluppato. Si può rinvenire entro un bozzolo posto a scarsa profondità nella lettiera del sottobosco.

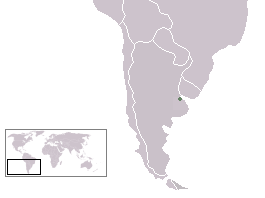
Localizzazione geografica della capitale argentina Buenos Aires, indicata da Boisduval quale locus typicus della specie

## Distribuzione e habitat
L'areale di questa specie si estende in parte sull'ecozona neartica, e in parte su quella neotropicale, comprendendo l'Argentina (Buenos Aires - locus typicus, Chaco, Córdoba, Jujuy, Salta, Tucumán), il Belize (Cayo, Corozal, Orange Walk), la Bolivia (La Paz, Santa Cruz), il Brasile orientale, la Costa Rica, Cuba, l'Ecuador, la Giamaica, la Guadalupa, il Guatemala, Haiti, la Martinica, il Messico, il Nicaragua, la Repubblica Dominicana, gli Stati Uniti meridionali (Arizona, California, Florida, Texas) e il Venezuela.
L'habitat è rappresentato da foreste tropicali, dal livello del mare fino a zone collinari.

## Biologia

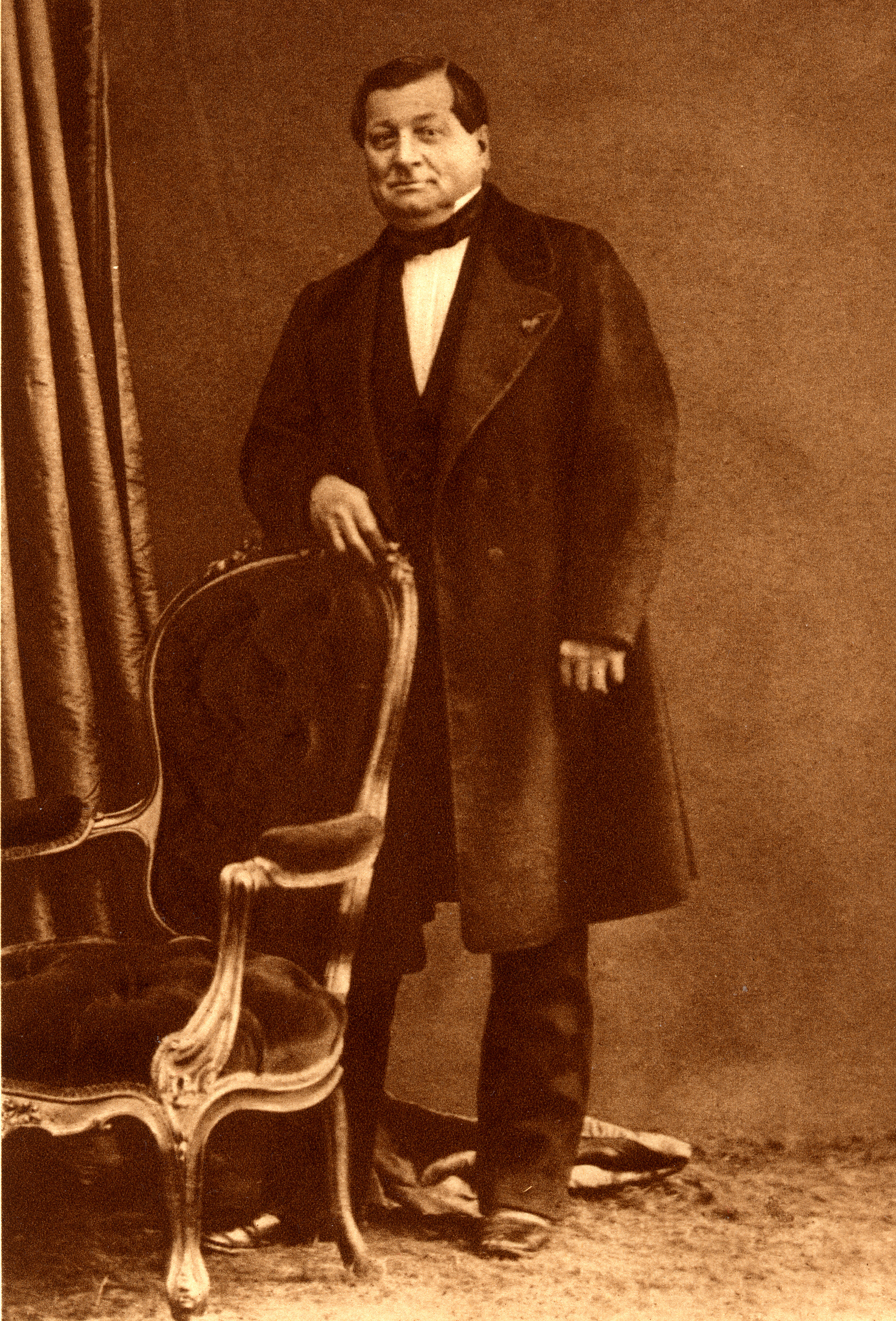
Il medico, entomologo e botanico francese Jean-Baptiste Alphonse Dechauffour de Boisduval (1799-1879), che per primo descrisse la specie nel 1859

Durante l'accoppiamento, le femmine richiamano i maschi grazie ad un feromone rilasciato da una ghiandola, posta all'estremità dell'addome.

### Periodo di volo
Gli adulti sono rinvenibili tutto l'anno nella fascia tropicale dell'areale.

### Alimentazione
Gli adulti si nutrono durante la notte del nettare di varie specie floreali tra cui:
- Cynanchum racemosum (Jacq.) Jacq. (Talayote, Apocynaceae)
- Saponaria officinalis L. (Saponaria, Caryophyllaceae)

I bruchi parassitano le foglie di membri di diverse famiglie, tra cui:
- Carica papaya L. (Papaia o Papaya) (Caricaceae)
- Cynanchum racemosum (Jacq.) Jacq. (Talayote, Apocynaceae)
- Manihot esculenta Crantz (Cassava o Manioca) (Euphorbiaceae)
- Macroscepis obovata Kunth (Apocynaceae)

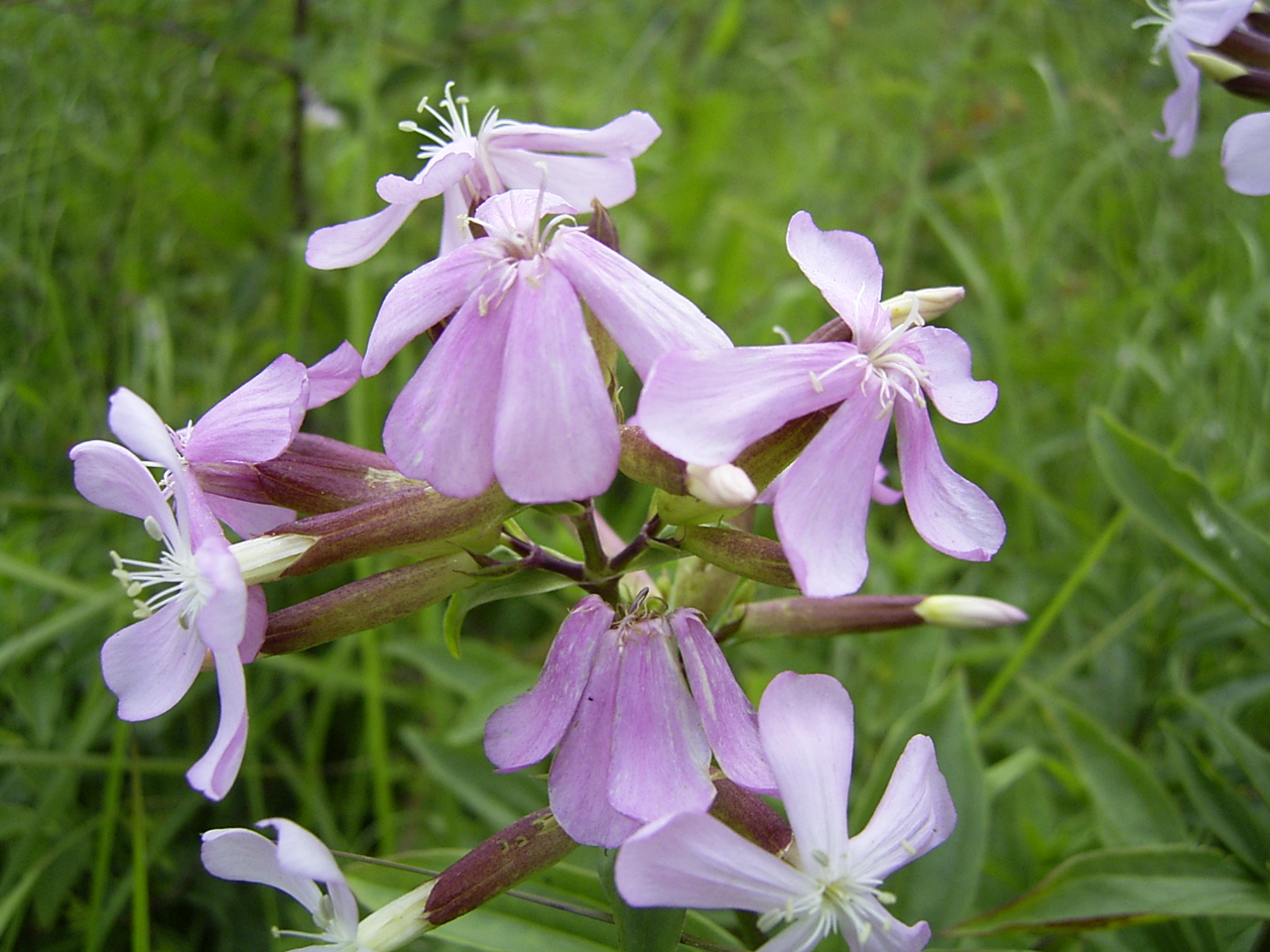
Infiorescenza di Saponaria officinalis

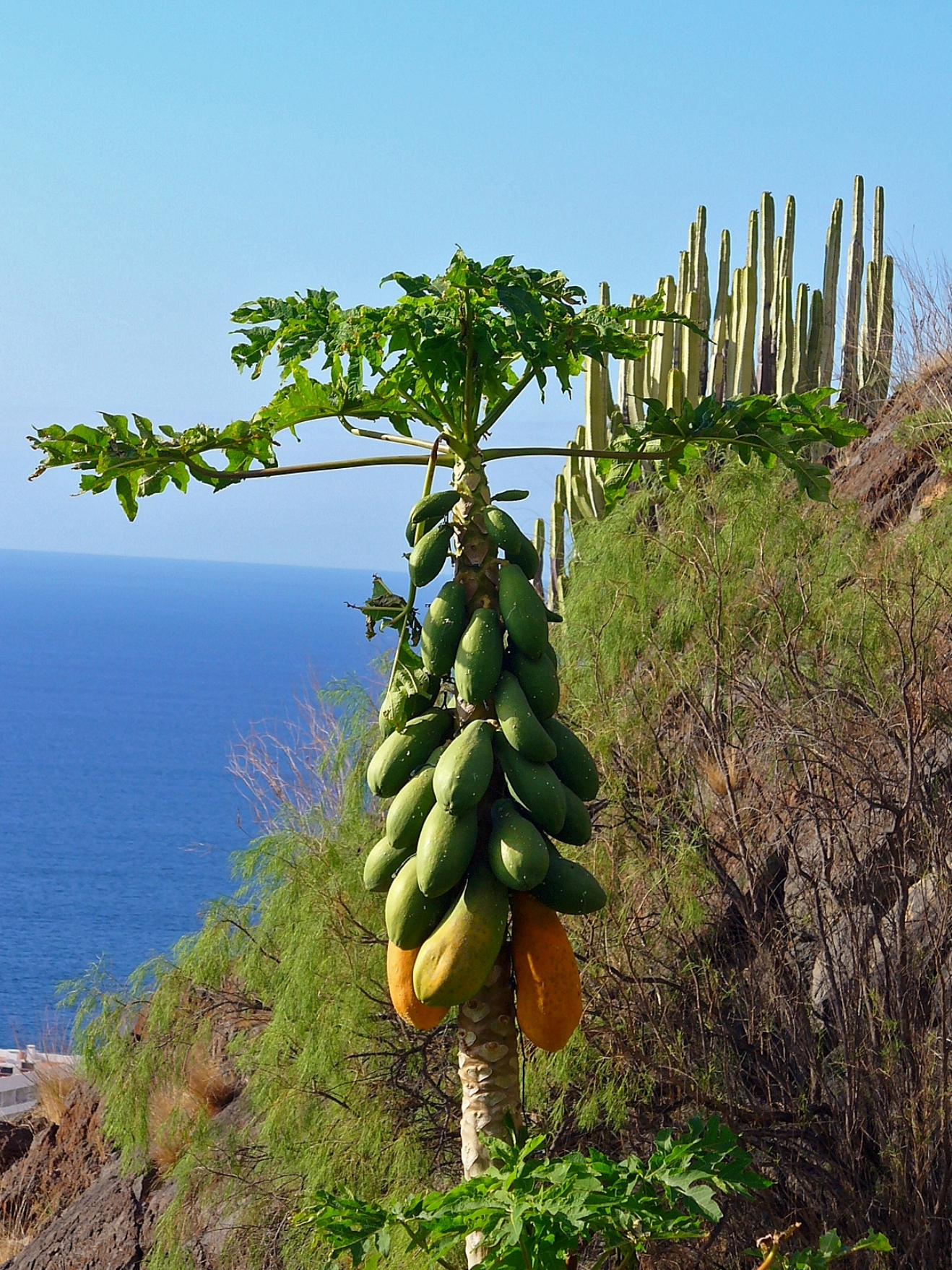
Carica papaya

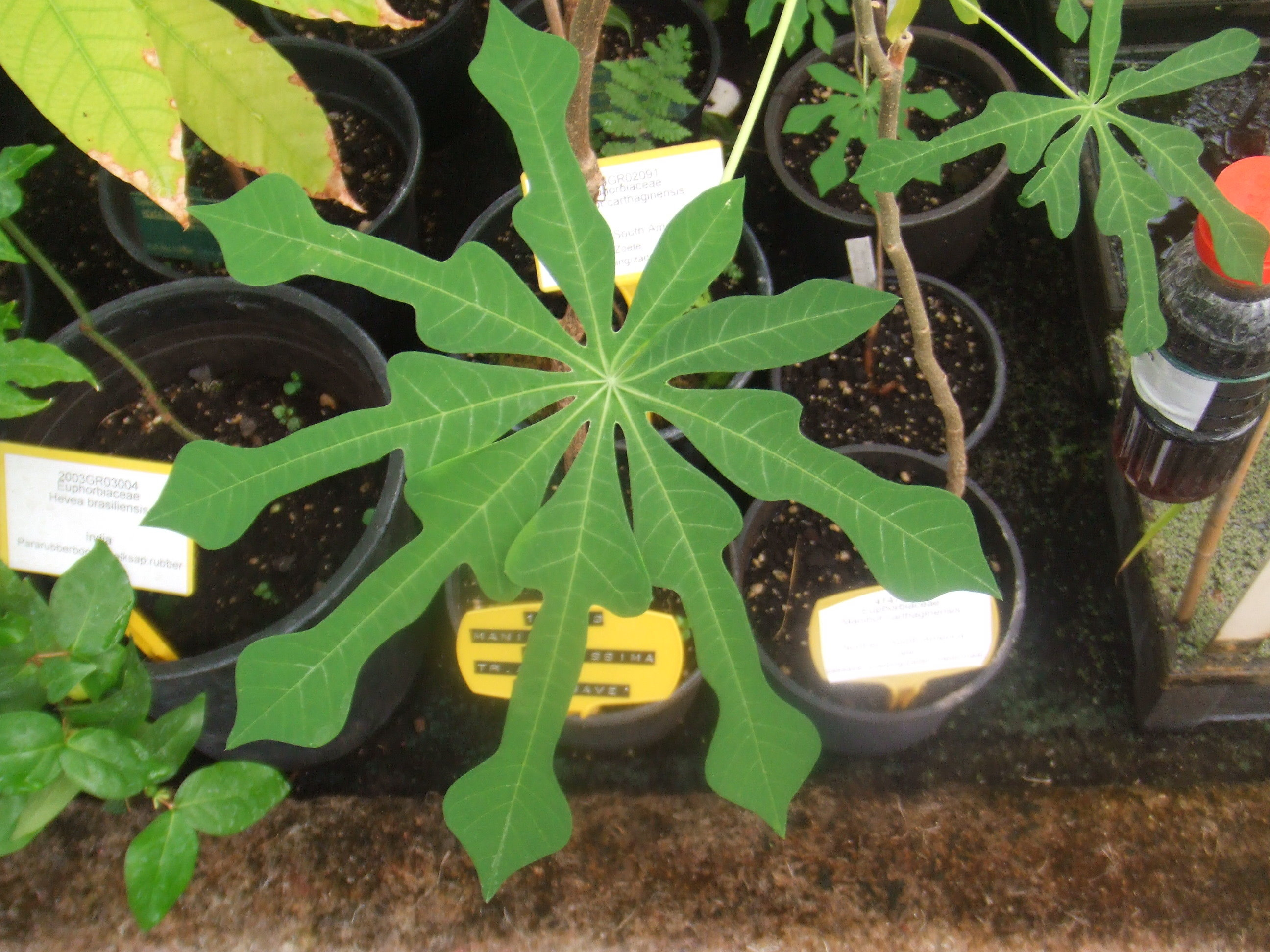
Manihot esculenta

### Parassitismo
Le larve vengono parassitate dall'Imenottero Thyreodon apricus (Ichneumonidae).

## Tassonomia

### Sottospecie
Non sono state descritte sottospecie.

### Sinonimi
Sono stati riportati sei sinonimi:
- Anceryx janiphae Boisduval, 1875 - Hist. nat. Ins., Spec. gén. Lépid. Hétérocères, 1 : 131 (sinonimo eterotipico) - Locus typicus: Haiti[6]
- Anceryx lassauxii Boisduval, 1859 - Bull. Soc. ent. Fr. (3) 7 : 157 (basionimo, sinonimo omotipico) - Locus typicus: Buenos Aires, Argentina[1]
- Anceryx omphaleae Boisduval, 1870 - Considérations Lépid. Guatemala: 72 (sinonimo eterotipico) - Locus typicus: Nicaragua[7]
- Anceryx piperis Schaufuss, 1870 - Nunquam otiosus (sinonimo eterotipico)[8]
- Dilophonota cercyon Burmeister, 1878 - Descr. phys. Rép. Arg. 5: vi, 526pp. (sinonimo eterotipico)[9]
- Erinnyis merianae Grote, 1865 - Proc. Ent. Soc. Philad. 5 : 75, pl. 2, fig. 2 (sinonimo eterotipico) - Locus typicus: Cuba[10]